# Les Liaisons dangereuses 1960
Les Liaisons dangereuses 1960 is een Franse film  van Roger Vadim die werd uitgebracht in 1959. 
De film is gebaseerd op de gelijknamige briefroman van Pierre Choderlos de Laclos die verscheen in 1782. Vadim situeerde het verhaal in het begin van de jaren zestig van de 20e eeuw. De film veroorzaakte een schandaal en werd aanvankelijk helemaal verboden, daarna gold een verbod voor kijkers jonger dan 16 jaar. Desondanks oogstte het werk een reusachtig succes.
Zeven maanden na het beëindigen van de opnamen overleed hoofdrolspeler Gérard Philipe. Amper twee maanden na de opnamen overleed ook artistieke duizendpoot Boris Vian die een bijrol speelde.
Marianne Tourvel werd vertolkt door Annette Stroyberg, de kersverse tweede vrouw van Roger Vadim.

## Samenvatting
Valmont en Juliette vormen een jong en aantrekkelijk koppel dat het heel goed met elkaar kan vinden. Ze intensifiëren hun geluk en plezier door andere koppels met voorbedachten rade kapot te maken door middel van de perverse verleidingskunst van Valmont. Deze wordt hierin aangemoedigd door zijn al even cynische en perverse echtgenote. Valmont benadert en probeert twee vrouwen te verleiden: zijn nichtje, dat een ernstige relatie heeft met een student, en een jonge gelukkig getrouwde vrouw.

## Rolverdeling
| Acteur                 | Personage              | Beschrijving                    |
| ---------------------- | ---------------------- | ------------------------------- |
| Gérard Philipe         | ('vicomte') de Valmont | burggraaf                       |
| Jeanne Moreau          | Juliette Valmont       |                                 |
| Jeanne Valérie         | Cécile Volange         | de verloofde van Danceny        |
| Annette Stroyberg      | Marianne Tourvel       |                                 |
| Simone Renant          | mevrouw Volange        | moeder van Cécile               |
| Jean-Louis Trintignant | Danceny                | de jonge polytechnicus          |
| Nicolas Vogel          | Jerry Court            |                                 |
| Madeleine Lambert      | mevrouw Rosemonde      | de vrouw die Marianne vergezelt |
| Boris Vian             | Prévan                 | diplomaat en vriend van Valmont |
| Gillian Hills          |                        | een vriendin van Cécile         |
| Paquita Thomas         | Nicole                 |                                 |
| Serge Marquand         |                        | een skiër                       |